# Pasaporte alemán
El pasaporte alemán (en alemán: Deutscher Reisepass o sencillamente Reisepass, pronunciado /ˈdɔɪ̯t͡ʃɐ ˈʁaɪ̯zəˌpas/ⓘ) es el documento de identidad internacional en formato de libreta electrónica emitido para los ciudadanos de Alemania que realizan viajes al exterior. Un pasaporte alemán es, además del documento de identificación alemán y el documento de viaje de emergencia alemán ("Reiseausweis als Passersatz"), el único otro documento oficialmente reconocido que las autoridades alemanas aceptarán rutinariamente como prueba de identidad de ciudadanos alemanes. Además de servir como prueba de identidad y presunción de nacionalidad alemana, facilitan el proceso de obtención de asistencia de funcionarios consulares alemanes en el extranjero (u otros miembros de la UE en caso de ausencia de una oficina consular alemana). Los pasaportes alemanes son válidos por diez años (para personas mayores de 24 años) o seis años (para personas hasta los 24 años) y comparten el diseño estandarizado y el diseño rojo burdeos con otros pasaportes de la Unión Europea. Todos los ciudadanos alemanes son también ciudadanos de la Unión Europea.

## Tiempo de proceso
El tiempo de proceso de un pasaporte alemán suele ser de cuatro a seis semanas, pero se puede emitir en tres días utilizando el servicio Expreso si se procesa antes de las 11 de la mañana.

## Diseño

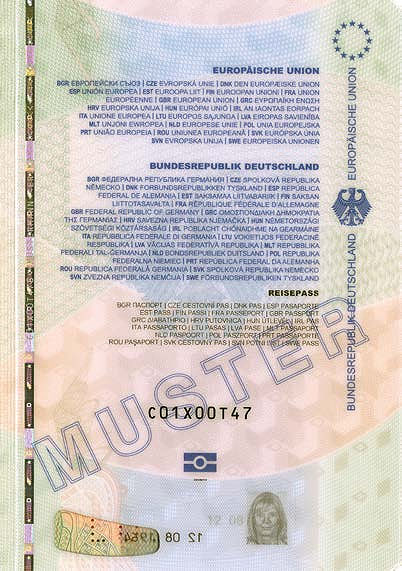
Primera página de un pasaporte alemán actual (marzo del 2017).

Página de firma y página de datos de un pasaporte alemán actual (marzo del 2017).

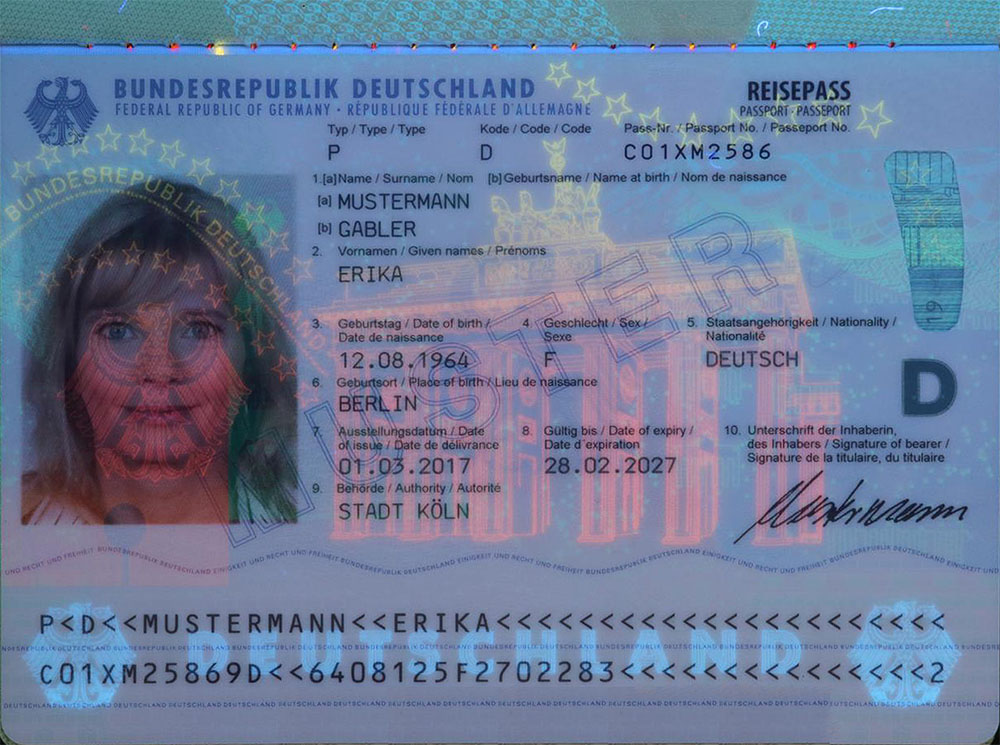
Página de datos de un pasaporte alemán actual brillando bajo irradiación de luz ultravioleta.

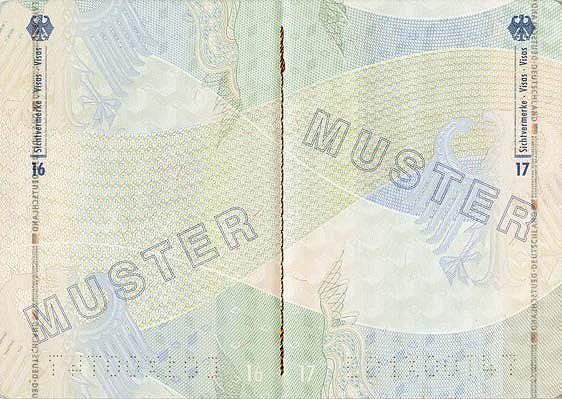
Sección de visado de un pasaporte alemán contemporáneo (marzo del 2017).

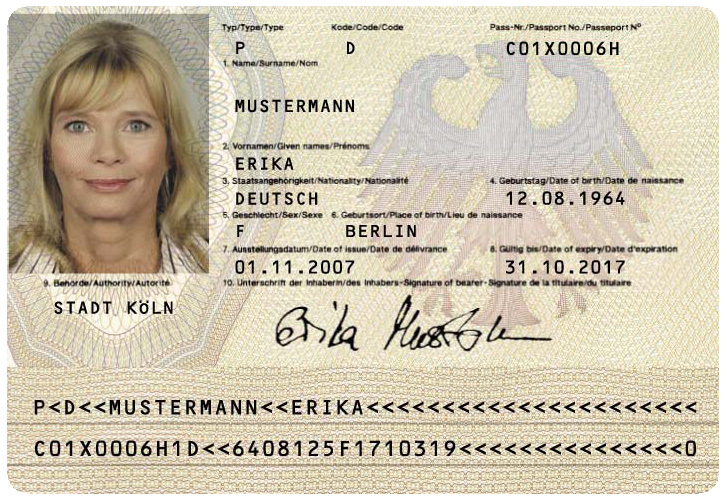
Página de firma y página de datos de un pasaporte alemán (antes de marzo de 2017).

Desde el 1 de enero de 1988, los pasaportes alemanes han seguido el modelo estándar de pasaporte de la Unión Europea, con una cubierta de color rojo burdeos y el águila alemana estampada en el centro de la portada. El 23 de febrero de 2017, Alemania presentó un nuevo diseño de pasaporte que se puso en uso a partir del 1 de marzo de 2017. Las palabras Europäische Union (Unión Europea en alemán) y Bundesrepublik Deutschland (República Federal de Alemania en alemán) están inscritos sobre el escudo de armas. Las palabras "Reisepass" (pasaporte de viaje en alemán) aparecen a continuación.
Los pasaportes alemanes tienen normalmente 32 páginas; una versión de 48 páginas para viajeros frecuentes puede ser emitida a petición.

### Página de Información de identidad
Las dos primeras páginas de un pasaporte alemán son de seguridad laminada y la segunda página incluye los siguientes datos:
- Foto del propietario del pasaporte
- Tipo de documento (P = pasaporte)
- Código para el país emisor (D = Alemania)
- Número de pasaporte (9 dígitos alfanuméricos, elegidos entre los números 0-9 y las letras C, F, G, H, J, K, L, M, N, P, R, T, V, W, X, Y, Z. Por lo tanto, "0" denota el numeral, no la letra "O".)
- Apellido (1a)
- Nombre al nacer (1b)
- Nombre/s(2)
- Fecha de nacimiento (3)
- Sexo (4)
- Nacionalidad Deutsch (5)
- Lugar de nacimiento (6)
- Fecha de emisión (7)
- Fecha de vencimiento (8)
- Autoridad que emitió el pasaporte (9)
- Firma del propietario (10)

La página termina con una zona legible por máquina de 2 líneas, de acuerdo con la norma OACI 9303. El código del país no es DEU como es el código de país estándar para Alemania (según ISO 3166-1 alfa-3), pero D. Sólo código país/ciudadano que no consta de 3 letras
En noviembre de 2001, se agregó la denominada función Identigram, una serie de elementos de seguridad holográfica, incluyendo un águila tridimensional, una copia holográfica de la imagen del titular (la denominada Imagen de Sombras Holográficas), una copia holográfica de la zona legible por máquina, microimpresión holográfica y elementos cinemáticos.

### Página siguiente

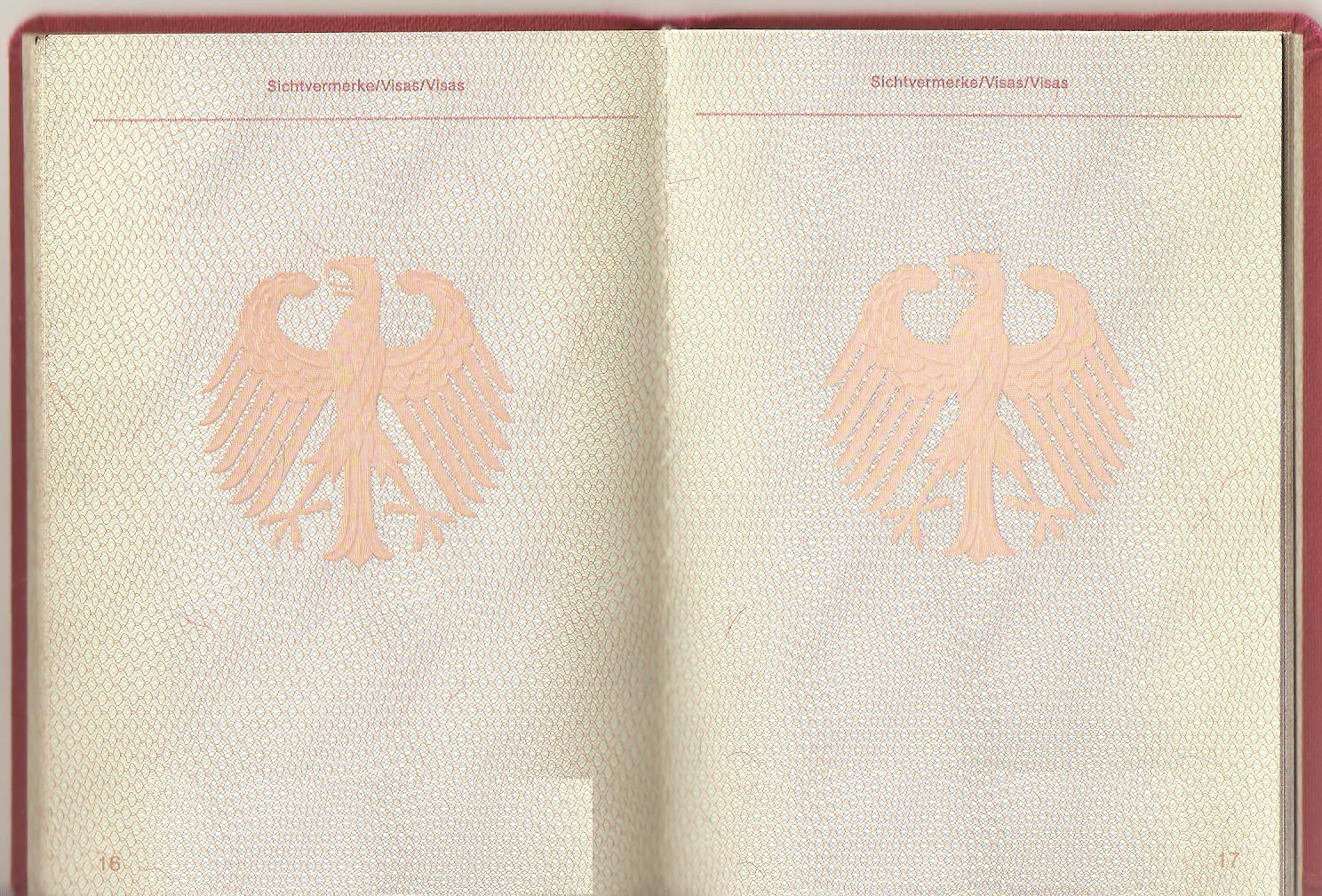
Interior de un pasaporte alemán (antes de marzo de 2017, con el número de pasaporte en la parte inferior de cada página eliminado).

En la siguiente página se enumeran:
- Residencia
- Altura
- Color de ojos (en alemán)
- Seudónimo o nombre religioso

### Idiomas
La página de datos/ información está impresa en alemán, inglés y francés. En la segunda página (página de información) y en las páginas 2, 4, 5 y 32 o 48 hay 24 lenguas oficiales de la Unión Europea que describen la información en otros idiomas de la UE, por ejemplo, la palabra rumana para autoridad es Autoritatea emitentă. (Pasaporte alemán página 4/5 número 9)

### Documentos requeridos para solicitar el pasaporte (Adulto) fuera de Alemania
- Formulario de solicitud completado
- Dos fotos para pasaporte recientes idénticas, biometricamente compatibles.
- Su certificado de nacimiento (notariado) con información sobre el lugar exacto de nacimiento, y una copia del mismo.
- Si es casado, divorciado o viudo, certificado de matrimonio, decreto de divorcio o certificado de defunción de su cónyuge, y una copia del mismo.
- Su pasaporte alemán actual, y una copia del mismo (sólo página con datos y foto).
- En caso de que su apellido en su acta de nacimiento y en su pasaporte no sea el mismo, proporcione prueba de cómo cambió su nombre. Puede ser necesario hacer una declaración de nombre.
- Confirmación de la cancelación de la matrícula ("Abmeldebescheinigung") del lugar de residencia alemán si está inscrito en el pasaporte actual como lugar de residencia, y una copia del mismo.
- Permiso de residencia válido, y una copia del mismo.
- Su licencia de conducir o una factura de servicios públicos a su nombre como prueba de domicilio legal, y una copia de la misma.
- Su certificado de doctorado alemán si desea que su doctorado alemán ingrese en su pasaporte, y una copia del mismo
- Si es aplicable, documento de naturalización alemán, y una copia del mismo
- Si tiene doble ciudadanía, Certificado de Naturalización con "Beibehaltungsgenehmigung"
- Cuota de pasaporte
- Es posible que necesite extraer su registro familiar.
- Si es la primera vez que presenta la solicitud como adulto, necesitará el pasaporte alemán de sus padres o un certificado de nacionalidad ("Staatsangehörigkeitsausweis").

### Requisitos de la foto para una foto de pasaporte alemán
Las características que la foto biométrica debe tener para el pasaporte alemán:
- No debe tener reflejos de flash en la cara, especialmente ojos rojos, cabeza desnuda y boca cerrada.
- La cara debe cubrir el 70-80% del cuadro desde la base del mentón hasta la frente.
- Se debe hacer hincapié en la precisión.
- La foto debe ser impresa en papel de alta calidad y definición.
- La cara debe estar bien centrada en la máquina, sin perfil.
- La persona fotografiada debe tener una expresión neutral.
- Los ojos deben estar abiertos y claramente visibles.
- La foto debe tener un fondo blanco y una luz uniforme.
- La foto debe ser tomada mirando directamente a la cámara.
- La foto del pasaporte alemán debe ser reciente (menos de un año).
- La foto debe ser en color.
- El tamaño de la foto debe ser de 35 mm x 45 mm.
- La foto debe mostrar a la persona sola, sin otros objetos o personas en el fondo.

### Chip RFID con certificado biométrico
Desde el 1 de noviembre de 2005, los pasaportes alemanes han tenido un chip de tarjeta inteligente sin contacto (tarjeta de proximidad) y una antena de bucle de 13,56 MHz incorporada en la portada. De conformidad con las normas de la OACI. El chip y la antena no son fácilmente reconocibles visualmente, pero su presencia se indica mediante el símbolo de pasaporte biométrico ICAO en la parte inferior de la cubierta frontal. Lleva todos los datos impresos en el pasaporte, incluyendo un archivo JPEG de la foto, protegido por una firma digital. Por lo tanto, Alemania se convirtió en el quinto país del mundo (después de Malasia, Tailandia, Suecia y Australia) en introducir pasaportes biométricos.
El 1 de noviembre de 2007, se realizaron varios cambios en el pasaporte:
- Los solicitantes tienen que proporcionar, además de los datos de pasaportes tradicionales, exploraciones de dos huellas dactilares, que se añaden al chip.
- El número de serie previamente asignado secuencialmente, completamente numérico y de 9 dígitos fue reemplazado por un nuevo número de serie alfanumérico de entropía más alta asignado pseudoaleatoriamente, para aumentar la entropía del número de serie de los 35 dígitos anteriores a 45 bits.[8] Esto mejora la fuerza de la clave criptográfica del mecanismo de control de acceso básico del chip RFID en 10 bits, lo que hace que un ataque de fuerza bruta sea aproximadamente 1000 veces más caro.
- El período de validez de los pasaportes expedidos a los titulares menores de 24 años aumenta de cinco a seis años; los solicitantes mayores reciben un pasaporte válido por diez años.

### Diferentes ortografías del mismo nombre dentro del mismo documento
- Nombres alemanes: Nombres alemanes que contienen diéresis (ä, ö, ü) y/o ß (Eszett) ß están escritas correctamente en la zona no legible por máquina del pasaporte, pero con AE, OE, UE y/o SS en la zona legible por máquina, por ejemplo MÜLLER se convierte en MUELLER, GROß se convierte en GROSS y SCHRÖDER se convierte en SCHROEDER. La transcripción mencionada anteriormente se utiliza generalmente para tiquetes de avión, etc, pero a veces (como en las visas de los EE. UU.) también se utilizan vocales simples (MULLER, SCHRODER), por lo que el pasaporte, la visa y el boleto de avión pueden mostrar diferentes grafías del mismo nombre. Las tres posibles variantes ortográficas del mismo nombre (por ejemplo, MÜLLER / MUELLER / MULLER) en documentos diferentes a veces conducen a confusión, y el uso de dos ortografías diferentes dentro del mismo documento puede dar a las personas no familiarizadas con la ortografía alemana la impresión de que el documento es una falsificación.

- Nombres no alemanes: En algunos nombres de ciudadanos naturalizados, algunas letras especiales que no están disponibles siempre pueden ser reemplazadas por letras simples, también en la zona no legible por máquina. La Bundesdruckerei, que imprime los pasaportes alemanes, utiliza la fuente Pasaporte LA8, que incluye un subconjunto latino de los caracteres Unicode (ISO 10646), de modo que las letras como ç y ł se puedan mostrar al menos en la zona del pasaporte no legible por máquina.

En la zona legible por máquina, los caracteres especiales se reemplazan por caracteres simples (por ejemplo, é se convierte en E) o se transcriben de acuerdo con las reglas de la OACI (por ejemplo, å se convierte en AA, ø se convierte en OE, etc.).
Los nombres escritos originalmente en un sistema de escritura no latina pueden plantear otro problema si existen varios estándares de transcripción reconocidos internacionalmente.
Por ejemplo, el apellido ruso Горбачёв se transcribe:
- "Gorbatschow" en alemán,
- "Gorbachev" en inglés (también estándar de la OACI),
- "Gorbachov" en español,
- "Gorbaczow" en polaco, y así sucesivamente.

La ley de nomenclatura alemana acepta diéresis y/o ß en los apellidos como razón para un cambio de nombre oficial (incluso solo el cambio de ortografía, por ejemplo, de Müller a Mueller o de Weiß a Weiss se considera un cambio de nombre).

## Proceso de emisión
Los pasaportes alemanes son emitidos, al igual que los documentos de identificación alemanes, por las oficinas locales de registro municipal. Los solicitantes tienen que solicitar un nuevo pasaporte en persona y los datos en los pasaportes recién emitidos son esencialmente una copia autenticada de los datos personales que se encuentran en los documentos de registro almacenados localmente. A continuación, los pasaportes se fabrican de forma centralizada en la Bundesdruckerei en Berlín.
Si se puede demostrar la necesidad, se puede emitir más de un pasaporte con validez superpuesta (por ejemplo, cuando se viaja a países árabes con un sello israelí en el pasaporte o cuando sea necesario por razones profesionales). En teoría, una persona puede tener simultáneamente hasta diez pasaportes. Los pasaportes adicionales tienen una validez de seis en lugar de diez años.
La foto para pasaporte alemán tiene que cumplir varios requerimientos: Debe ser tomada en los últimos seis meses, el fondo debe ser de color blanco o blanquecino, hay que mirar directamente a la cámara con la cara completa a la vista y mantener la expresión facial neutra.
Un pasaporte alemán (32 páginas, entregado dentro de un mes, expedido a una persona de 24 años o más) cuesta 60 €. Un pasaporte para una persona menor de 24 años que tiene una validez de seis años cuesta 37,50 €. Un pasaporte de 48 páginas cuesta una prima de 22 €, la entrega urgente una prima de 32 €.

## Pasaporte para niños

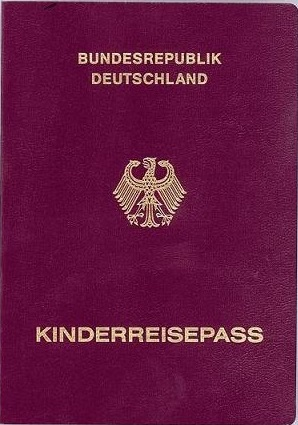
Pasaporte infantil: portada.

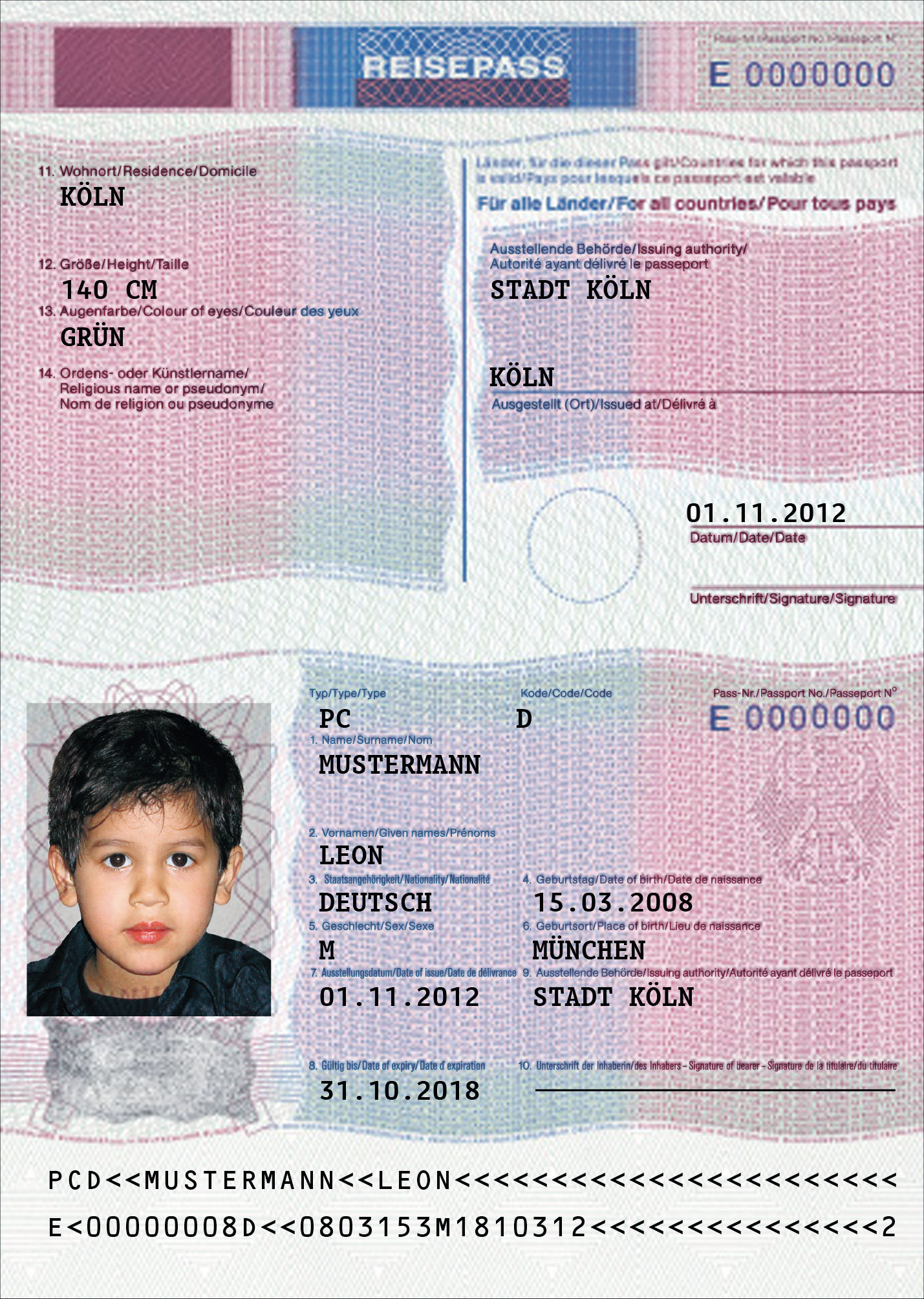
Páginas de datos del pasaporte infantil.

Un tipo de pasaporte expedido por las autoridades alemanas desde 2006 es el pasaporte para niños, o pasaporte infantil (en alemán: Kinderreisepass). A diferencia del pasaporte regular, este modelo —de uso opcional pero muy común— no incluye características biométricas. Como tal, no se considera documento amparado por la directiva europea, por lo que carece de la inscripción Unión Europea en la parte superior de su portada, pero sí sirve de documento de viaje a todos los efectos (aunque no se admite en todos los países). La exclusión de la información biométrica se debe al desarrollo físico continuo de niños de corta edad y al bajo riesgo de seguridad que representan; sin embargo, la foto incluida debe cumplir con las normas biométricas. Las demás características externas del documento —color, tipo de letra y el uso del escudo alemán en el centro de la portada— son parecidas a las de un pasaporte regular.
Los pasaportes infantiles se pueden otorgar hasta los 12 años y tienen actualmente validez de doce meses, debiendo renovarse anualmente. Hasta finales de 2020, la validez del pasaporte infantil era de 6 años (o hasta alcanzar la edad máxima); sin embargo, los nuevos requisitos de seguridad, normativas de protección de datos y el aumento de la población extranjera en los últimos años han hecho necesario un control más frecuente. Al alcanzar los 12 años, el menor debe obtener un pasaporte regular para viajes internacionales o el documento de identidad alemán para viajes dentro de la Unión Europea. Ninguno de estos documentos es obligatorio hasta los 16 años, pero sí son requeridos como documentos de viaje. Desde su concepción, el Kinderreisepass ha sido un documento opcional, pudiendo optar por el pasaporte biométrico también para menores de 12 años.
El pasaporte infantil no incluye la primera página de policarbonato (o laminada en el modelo anterior, aún muy extendido). En cambio, las dos páginas de datos de este tipo de pasaporte se unen por una pegatina que cubre la totalidad de su superficie, del tipo visado y con mecanismos de seguridad similares (aunque con un diseño adaptado a la entrada de un pasaporte). Las páginas internas tienen un diseño algo distinto, careciendo las traducciones a todas las lenguas oficiales de la Unión Europea en su primera y penúltima página.
La renovación anual se realiza con una nueva pegatina similar a la original (siempre en páginas vacías), con una foto reciente del menor titular. Hasta 2021, el pasaporte infantil constaba de dieciséis páginas —a diferencia de las 32 del regular—, de las cuales once se destinaban al estampado. La versión más reciente, destinada a ser renovada anualmente, consta de 24 páginas, facilitando así la totalidad de posibles renovaciones. La primera página sigue mostrando el nombre del país y la palabra Kinderreisepass, con sus traducciones en inglés y francés.
Al igual que en otros pasaportes, a pie de la página de datos se incluye un código legible por máquina, de 2 líneas, de acuerdo con la norma OACI 9303. La información incluida es más o menos la misma, con la diferencia de que el tipo de pasaporte es PC (Passport for Children) en lugar de P. El pasaporte infantil es muy parecido a otros pasaportes no biométricos de Alemania, como el pasaporte provisional (mismo diseño externo, mismo formato de las páginas, misma pegatina de datos identificativos y mecanismos de seguridad). De hecho las únicas diferencias son el color del pasaporte (verde oscuro) y la palabra Pasaporte en lugar de Pasaporte infantil.  
Las ventajas de los pasaportes infantiles son su bajo costo y unos tiempos de procesamiento mucho más cortos, como también el poder ser emitidos por los cónsules honorarios, ya que, al igual que los pasaportes provisionales, se emiten sin tener que pasar por la Bundesdruckerei en Berlín. Sin embargo, aunque se trata del modelo más común usado en Alemania para niños, se evalúa que el requerimiento de una renovación anual y las molestias que ello acarrea (eliminando además las ventajas en términos de coste acumulado), adicionalmente a las ventajas ya existentes de los pasaportes europeos, favorecería un importante aumento en las solicitudes de pasaporte biométrico también para niños y bebés. Una de estas ventajas son los viajes a Estados Unidos, ya que no siendo biométrico, el Kinderreisepass requiere de un visado de turista para viajar a este país, a pesar de la participación de Alemania en el programa de exención de visados de Estados Unidos. La nueva versión del pasaporte biométrico (3.0) ofrece además una tapa blanda y avanzados mecanismos de protección de datos (que en el caso de niños se consideran de esencial importancia).

## Llevar a cabo un segundo pasaporte

### Segundo pasaporte alemán
Alemania permite a sus ciudadanos, en casos excepcionales, poseer más de un pasaporte alemán válido para eludir determinadas restricciones de viaje. (Por ejemplo, algunos países árabes rechazan la entrada si el pasaporte contiene un sello israelí, los periodistas pueden necesitar varios pasaportes cuando viajan al extranjero cuando los pasaportes se han enviado pasaportes a funcionarios consulares para visas que demoran mucho tiempo en emitirse). Se pueden retener 10 pasaportes alemanes al mismo tiempo. Sin embargo, estos pasaportes adicionales son válidos por solo 6 años, incluso si el pasaporte "original" es válido por 10 años.

## Requisitos de visado

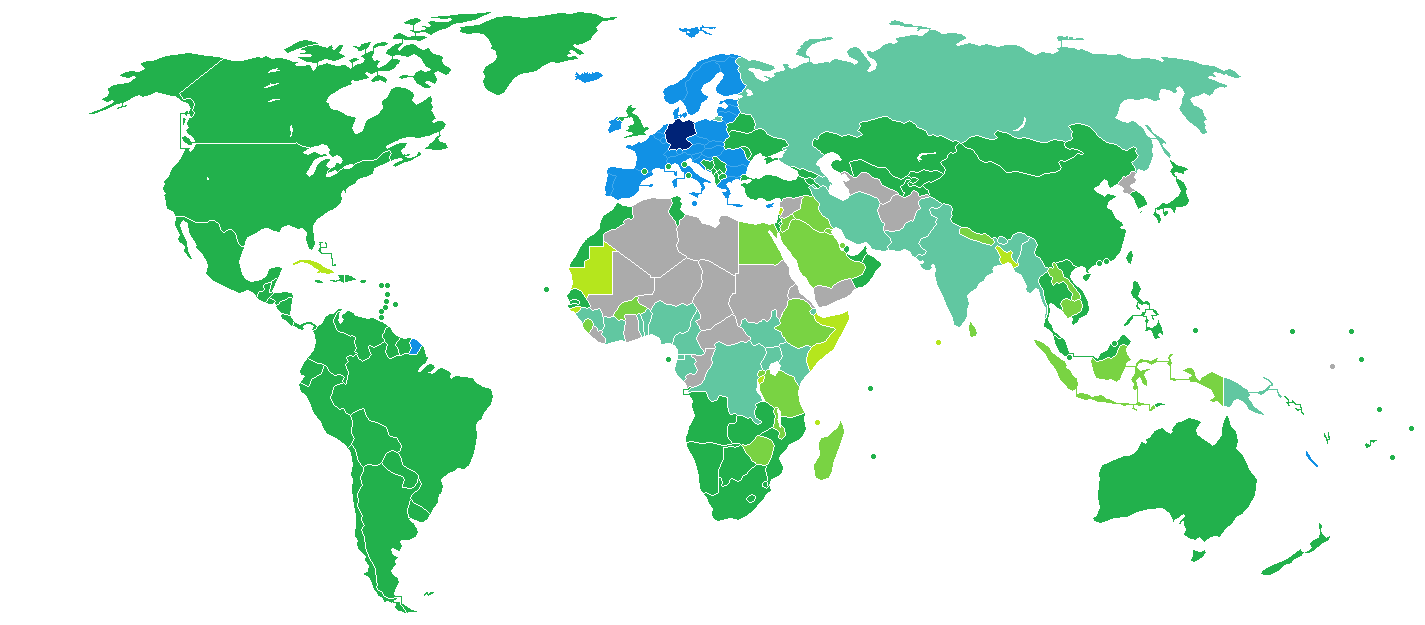
Alemania
Libre movimiento (Espacio Schengen)
No requiere visa
Visa a la llegada
eVisa
Visa disponible tanto a la llegada como en línea
Se requiere visa antes de la llegada

Los requisitos de visado para los ciudadanos alemanes son las restricciones administrativas de entrada por parte de las autoridades de otros Estados a los ciudadanos de Alemania. En enero de 2019, los ciudadanos alemanes tenían acceso sin visado o visa a la llegada a 188 países y territorios, clasificando el pasaporte alemán en el tercer lugar del mundo según el Índice de restricciones de Visa.

## Galería de imágenes

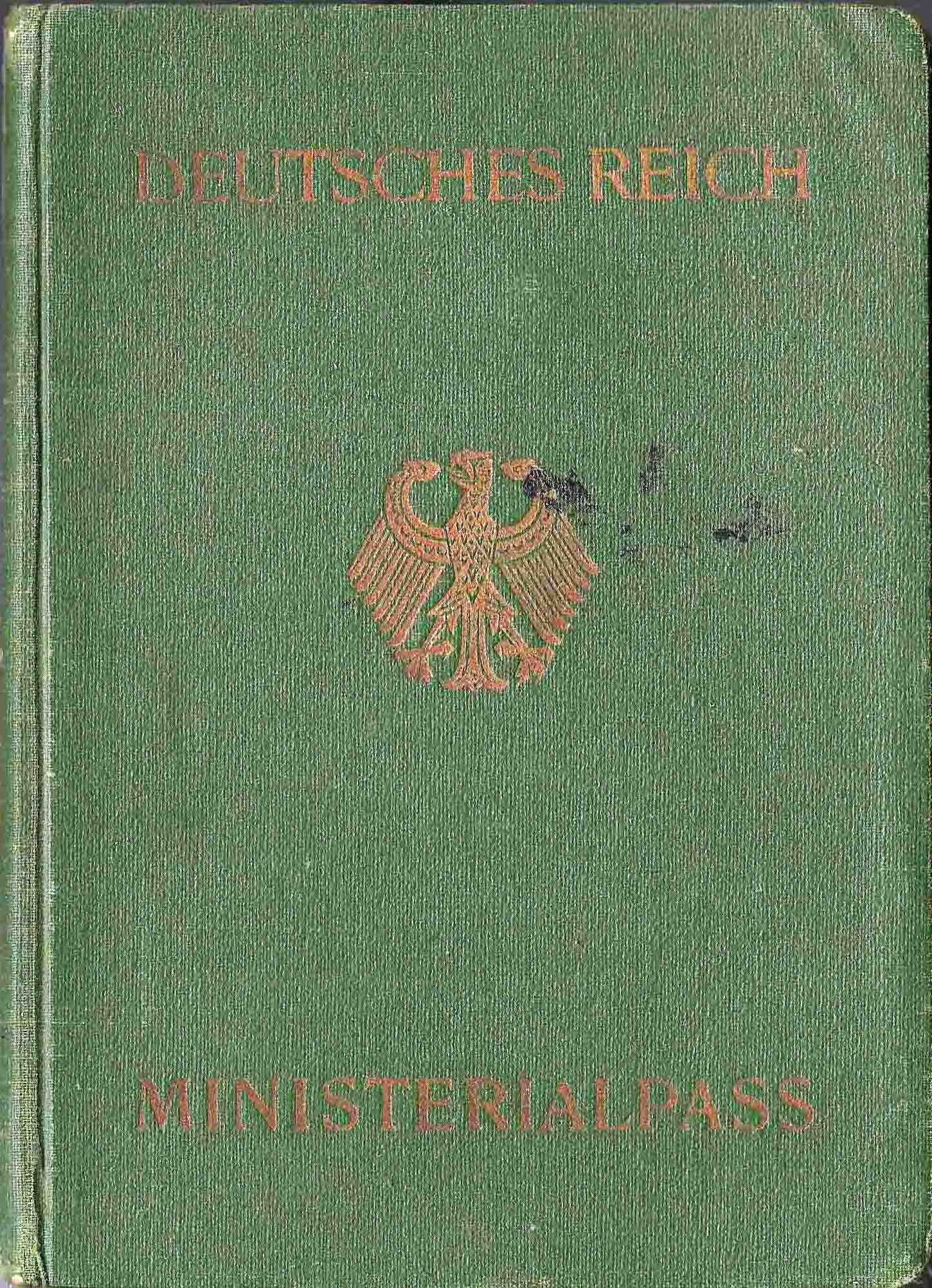
Pasaporte ministerial alemán expedido al Dr. Fritz Norden en 1927.
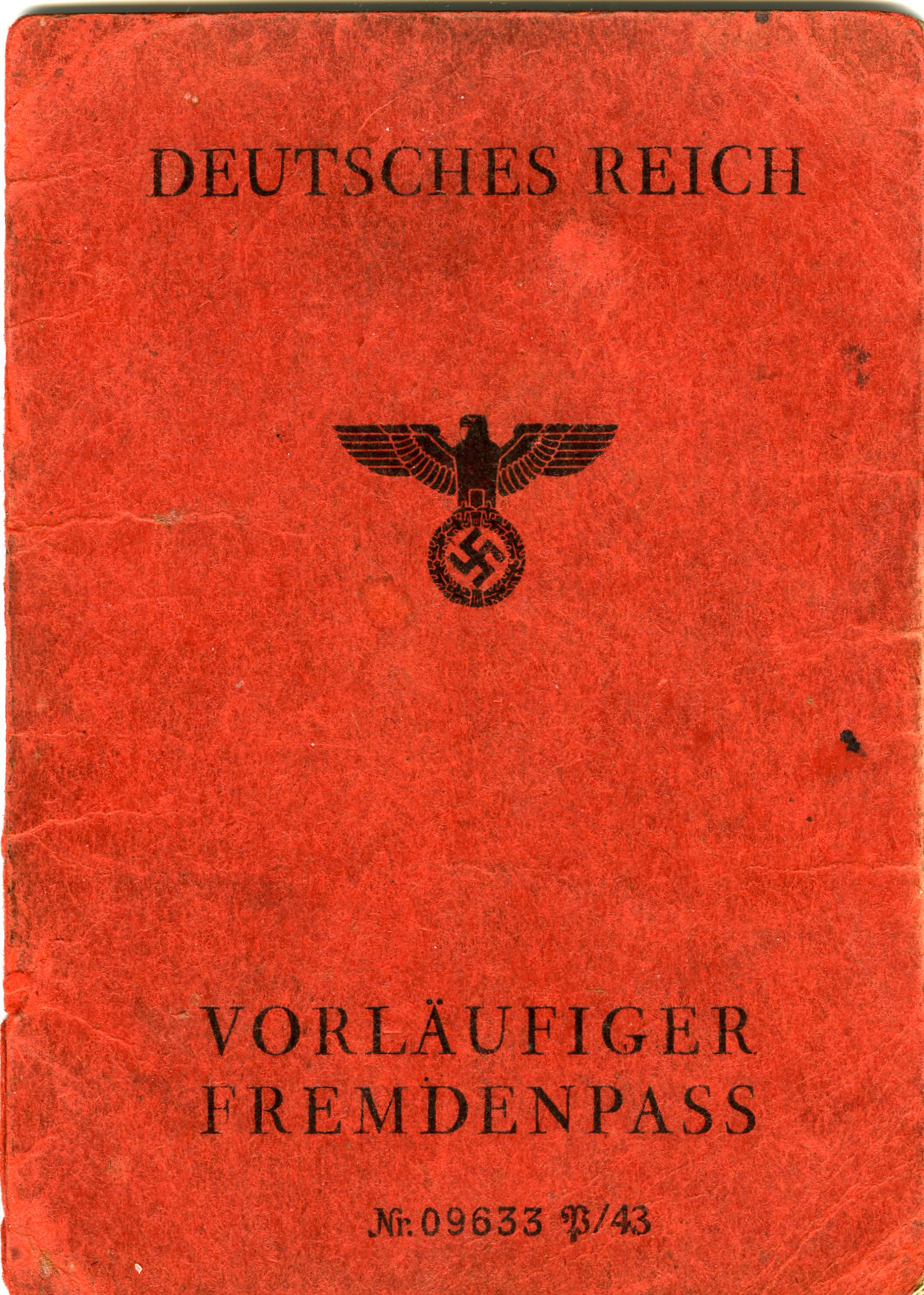
Pasaporte temporal alemán de extranjero emitido en 1940 ("Vorläufiger Fremdenpass").
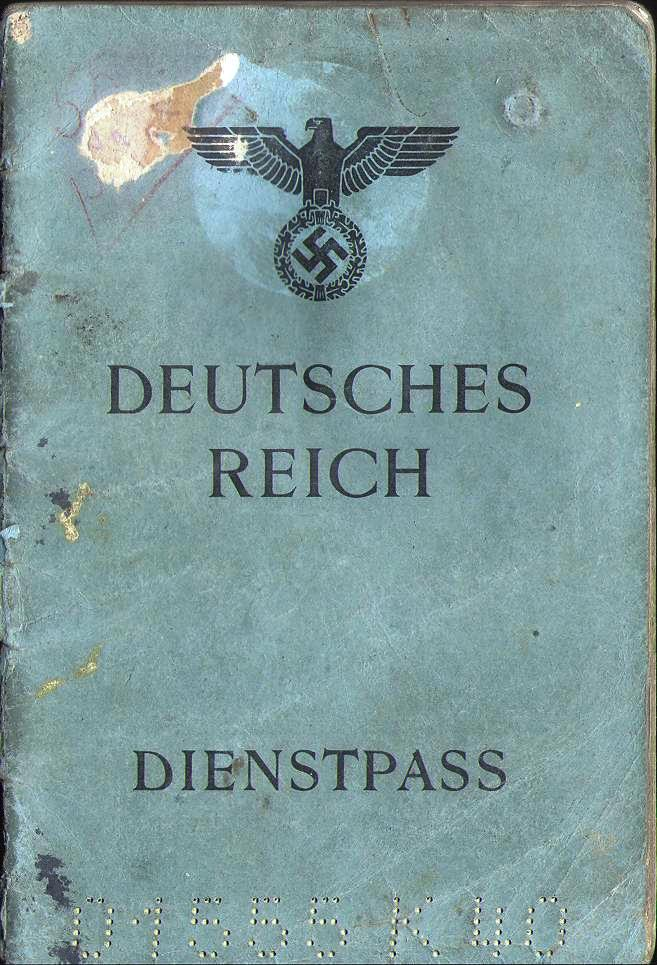
Pasaporte de servicio alemán para uso de un funcionario en el extranjero emitido en 1944.
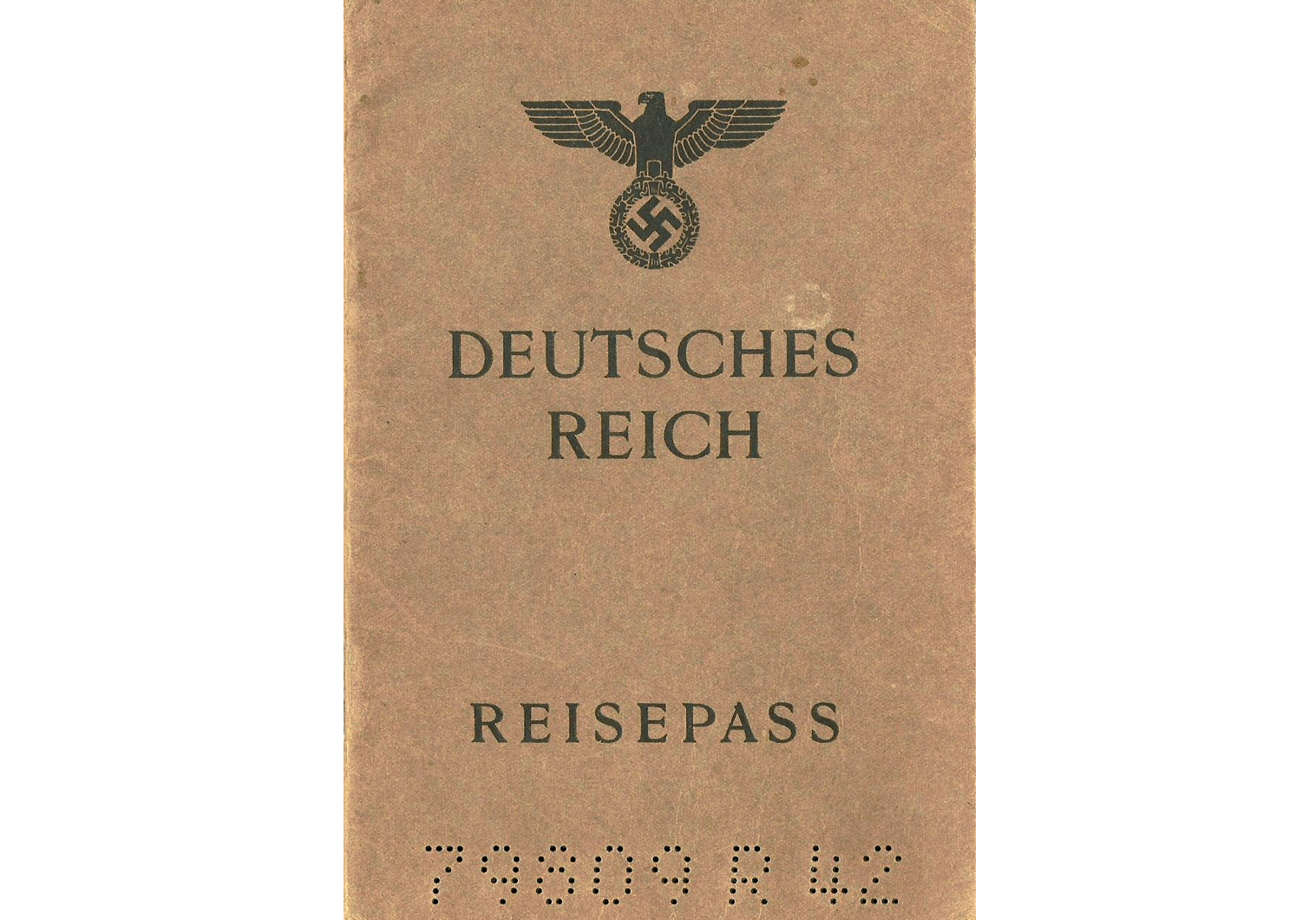
Pasaporte regular alemán emitido en 1945.
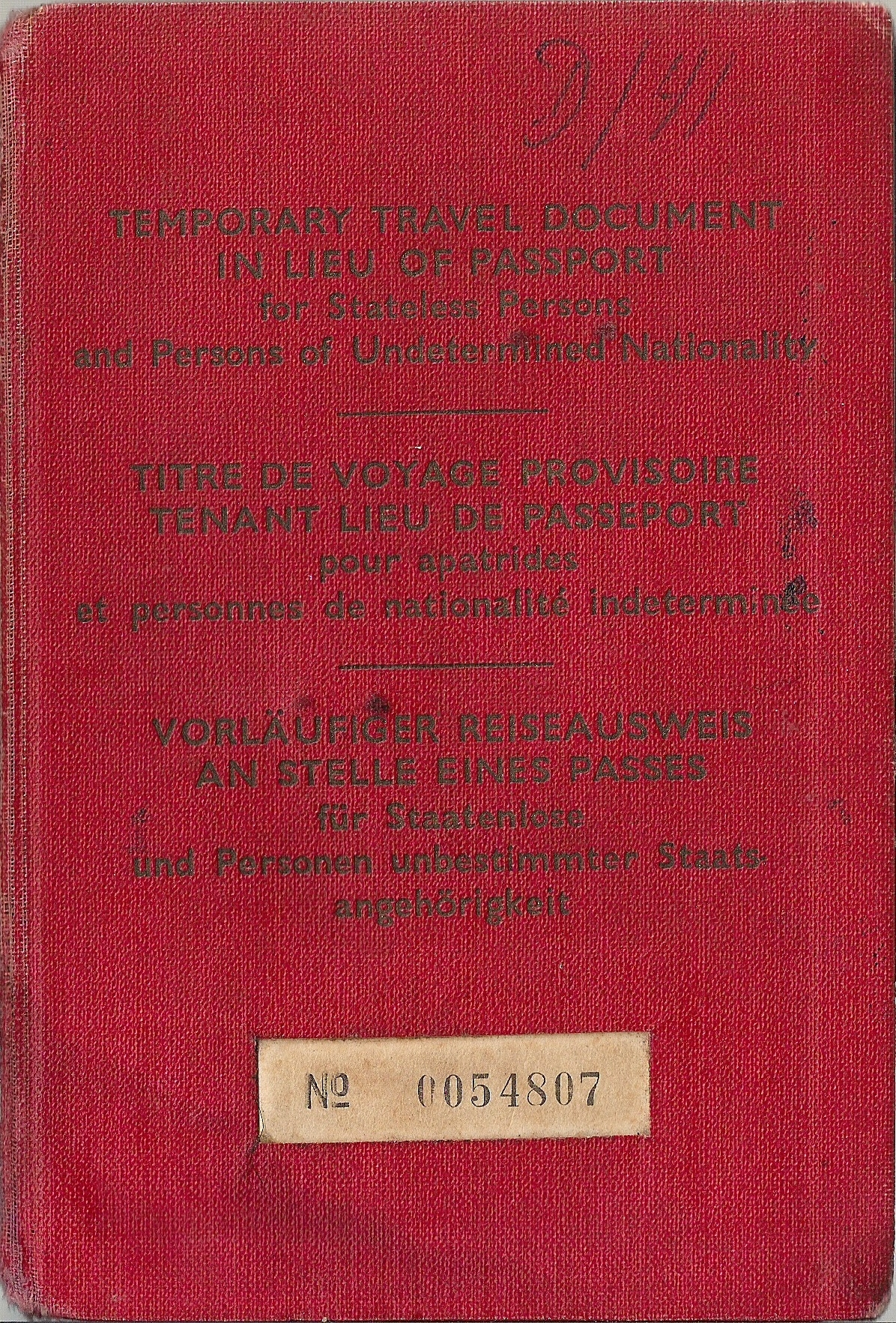
El gobierno militar aliado emitió un pasaporte temporal alemán para personas apátridas e indefinidas en 1950.
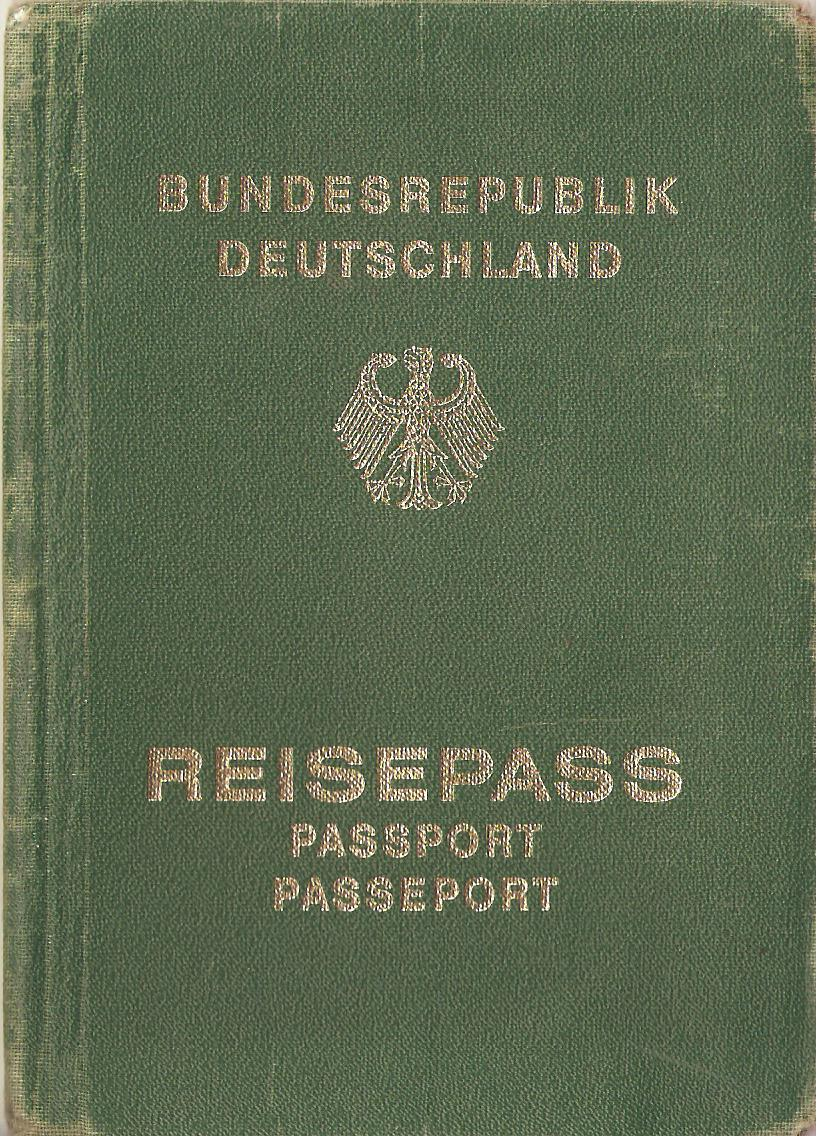
Portada de un pasaporte de Alemania Occidental emitido en 1982.
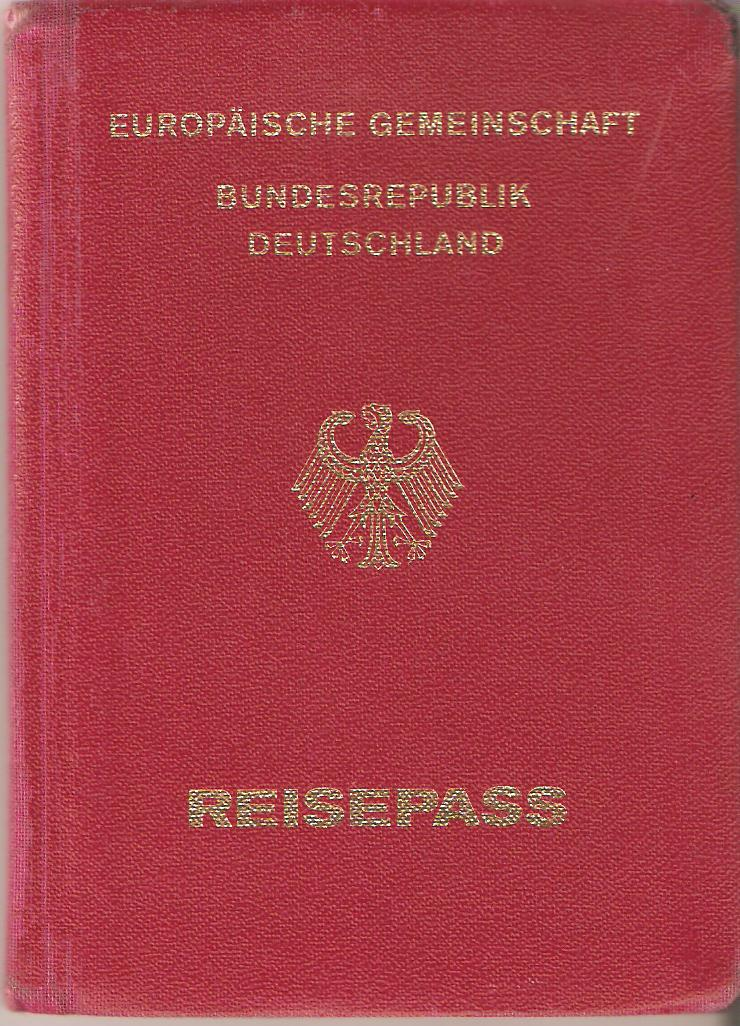
Portada de un pasaporte alemán no biométrico legible por máquina (con el texto "Comunidad Europea" en la parte superior) emitido desde 1988 hasta principios de la década de 2000.
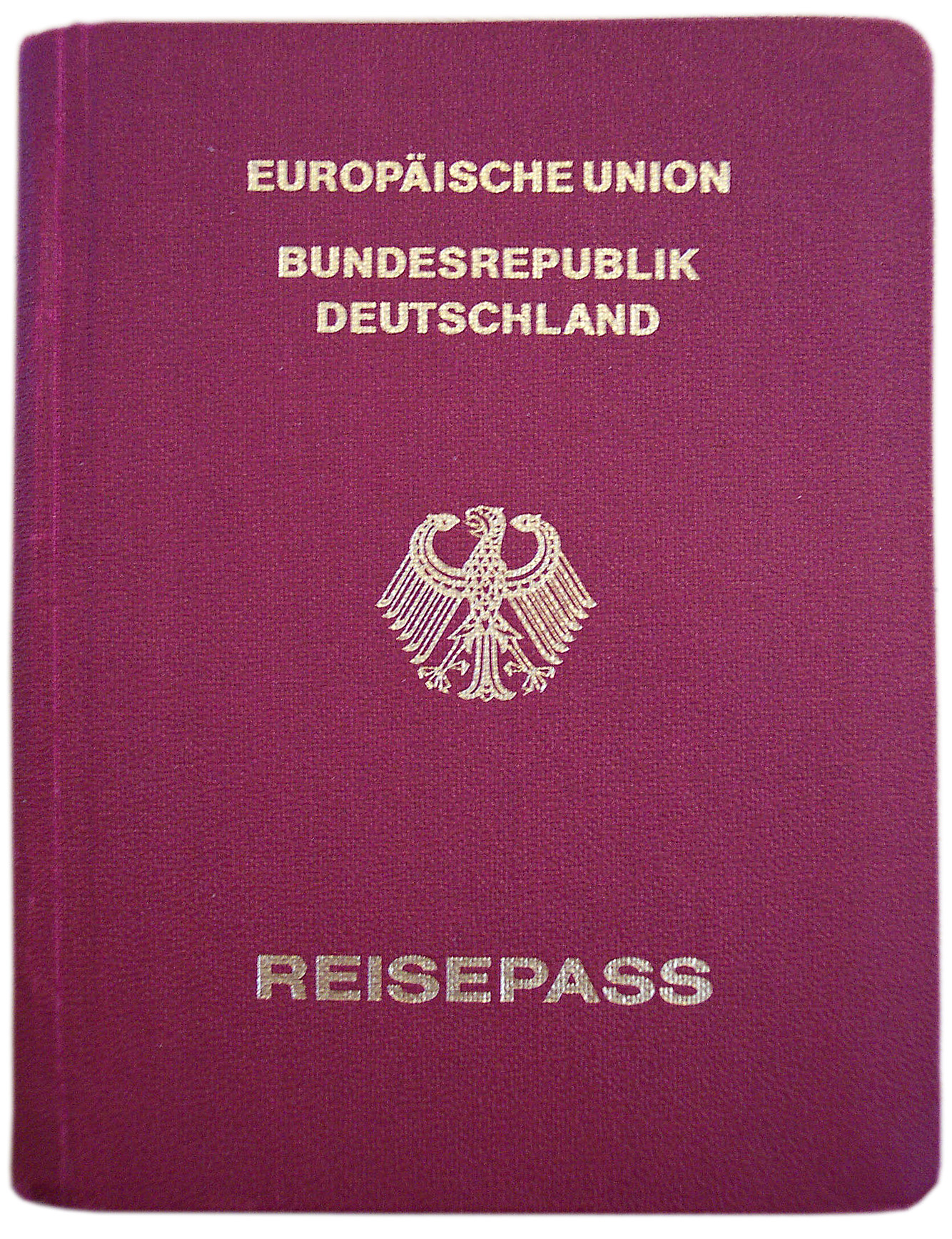
Portada de un pasaporte no biométrico alemán de la UE legible por máquina, emitido desde principios de la década de 2000 hasta noviembre de 2005.
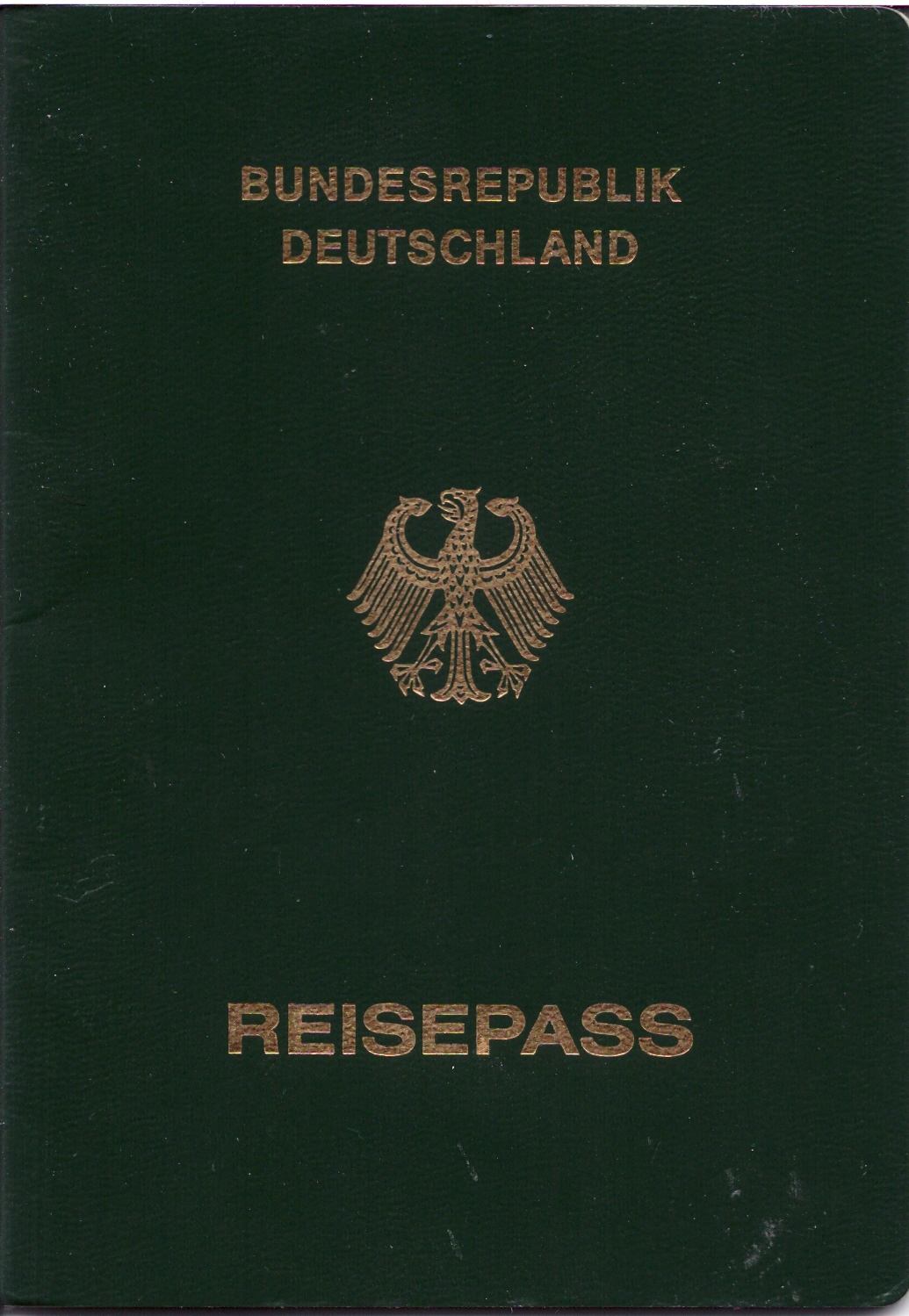
Pasaporte provisional alemán expedido en circunstancias excepcionales.
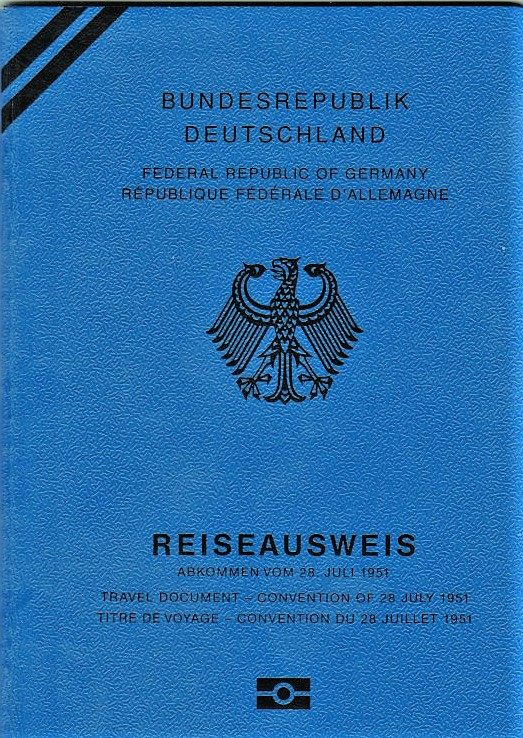
Documento de viaje de la Convención sobre los refugiados de 2017.